# Comanda de Bajoles
La Comanda de Bajoles, també anomenada Comanda de Sant Vicenç de Bajoles, fou un dels convents originaris de l'orde de Sant Joan de Jerusalem, no obtingut dels béns de l'extinció de l'orde del Temple. Estava situada en l'actual terme municipal de Perpinyà, vora Castell Rosselló (i no pas al mas Anglada, com s'havia dit).

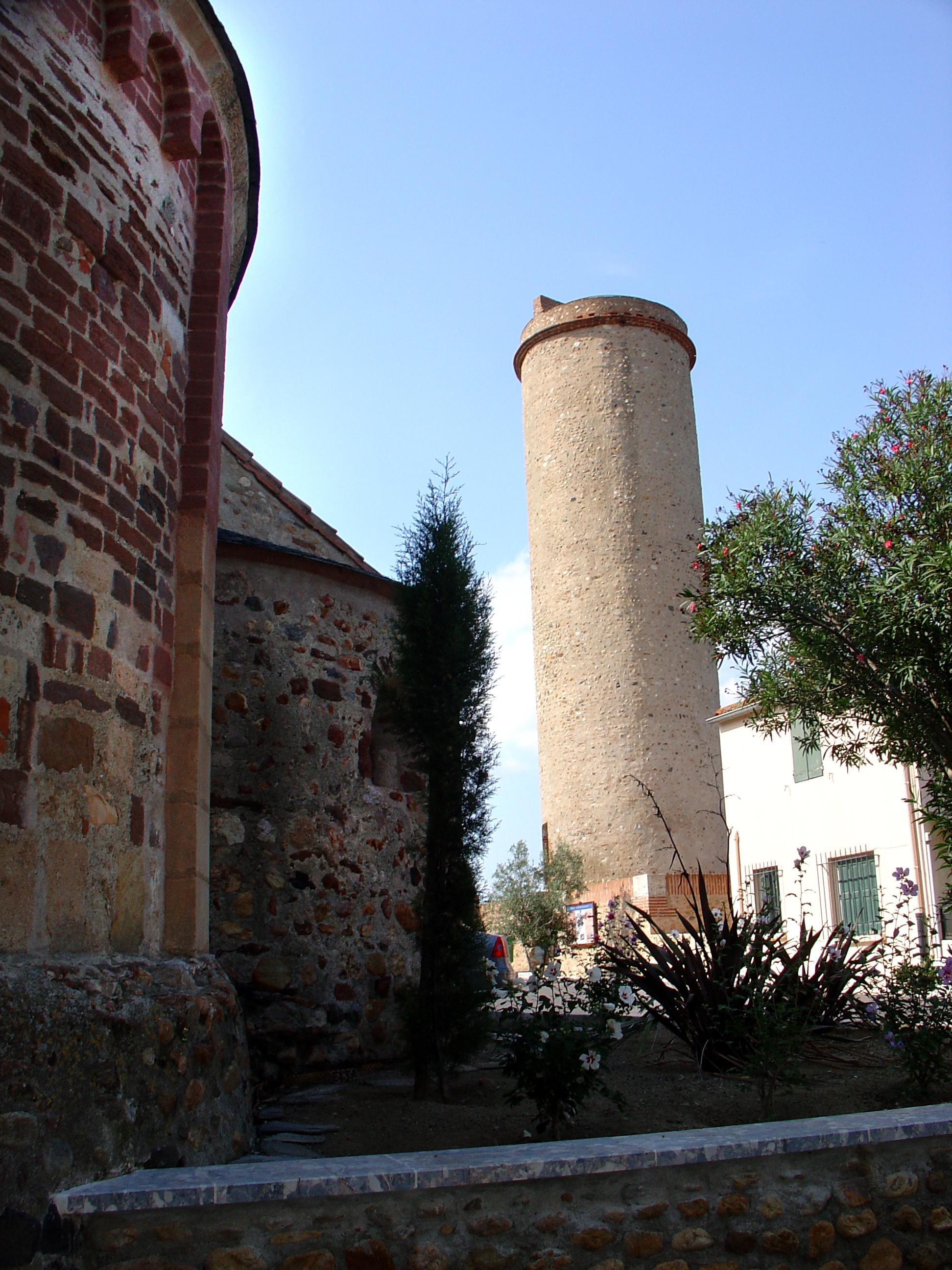
Castell Rosselló (Perpinyà). Església i torre romàniques al costat de les quals foren descobertes les restes arqueològiques de la comanda hospitalera de Bajoles. Fot. 2004.

Malgrat la documentació coneguda, fins fa poc ni tan sols se sabia la ubicació exacta de la casa o seu de la comanda, arrasada, el segle xvii, per l'exèrcit de Lluís XIV de França. Les excavacions, fetes l'última dècada del segle xx, no només la localitzaren sinó que van permetre realitzar un aixecament de la planta i conèixer-ne detalls importants.

## Història
La Comanda de Bajoles fou el convent principal dels hospitalers de Sant Joan al Rosselló i probablement el més antic. Si bé no se'n coneix la documentació fundacional, a partir de documents indirectes Joaquim Miret i Sans creu que ja existia a mitjan segle xii. Els santjoanistes devien arribar al Rosselló els mateixos anys que els templers, a les primeres dècades del segle xii, i vers els anys cinquanta d'aquell segle devien establir la Comanda de Sant Vicenç de Bajoles, entre Perpinyà i Castell Rosselló. Això no obstant, no hi ha documentat cap comanador fins a l'any 1221. El primer conegut fou Arnau d'Alvarino que havia assistit aquell any al capítol general de l'orde, que havia tingut lloc a Saragossa.
Depenien de la casa de Bajoles els pobles de Bonpàs, Cabestany i Sant Nazari de Rosselló, part dels quals foren adquirits per l'orde l'any 1230 mitjançant una permuta amb els templers del Masdéu.
Sabem per Anthony Luttrell que, a l'enquesta papal del 1373, Bajoles pertanyia a la cambra prioral. Aleshores n'era prior Juan Ferrández d'Heredia, qui, pocs anys després, va ser gran mestre de Rodes.
El segle xv el comanador tenia la jurisdicció civil sobre tot el territori de la comanda. Durant la primera meitat d'aquesta centúria, Bajoles figura entre les cases més riques del Gran Priorat de Catalunya. Miret i Sans calcula que ocupava la sisena posició en la llista de percepció de rendes i Pierre Bonneaud explica que era la tercera en aportacions, responsions, al tresor del convent central de Rodes. Una notícia curiosa, citada per aquest darrer estudiós, posa en evidència el potencial econòmic de la casa en aquell temps: el cavaller empordanès Hug de Pau, que fou comanador de Bajoles entre 1415 i 1450, tenia al port de Cotlliure una galera amb la qual lluità diverses vegades durant la primera meitat del segle xv a Itàlia al servei d'Alfons el Magnànim.
Segons les visites priorals, durant el segle xvii el comanador gaudí de la plena jurisdicció sobre la comanda. Tanmateix fou aquest un període ple de dificultats. Les guerres provocaren l'enderroc dels edificis de la comanda, fins al punt que fou necessari traslladar-ne les funcions a una casa que el comanador tenia a Perpinyà. En el terme de Bajoles només restà dempeus un mas establert a un tal Andreu Reart, burgès de Perpinyà, que hi tenia dos bovers treballant la terra. També era propietat de la comanda –i se suposa que l'explotaven– el pont de la Coma, que separava el terme de Bajoles del de Sant Joan de Perpinyà.
Pertanyia a la casa de Bajoles un molí gran de tres moles que hi havia a tocar de les muralles de Perpinyà, sota el baluard de Sant Jaume. La mateixa visita esmentada del 1661 conté un memorial i un inventari molt interessant d'aquest molí, acompanyats de les àpoques de les obres de millora que s'hi havien fet. Malgrat la importància d'aquesta indústria, el molí no trigà gaires anys a desaparèixer, víctima de les noves obres de fortificació que feu el rei Lluís a Perpinyà vers els anys vuitanta d'aquella centúria. La visita del 1685 explica l'expropiació i l'oferta de compensació que van fer a l'Hospital (100 peces de vuit de pensió i 2.000 rals de vuit, més el pati i l'aigua necessària per a construir un molí nou).

## Arquitectura
La casa que fou seu de la comanda de Bajoles tenia la planta habitual d'una comanda rural, és a dir, un grup d'edificis disposats al voltant d'un pati, en aquest cas, triangular i adossats a un mur perimetral reforçat amb contraforts. Al costat sud hi havia la capella conventual, Sant Vicenç de Bajoles, d'una sola nau i absis semicircular, i un edifici de planta rectangular, mentre que els altres dos costats eren ocupats per sengles edificis, també rectangulars.

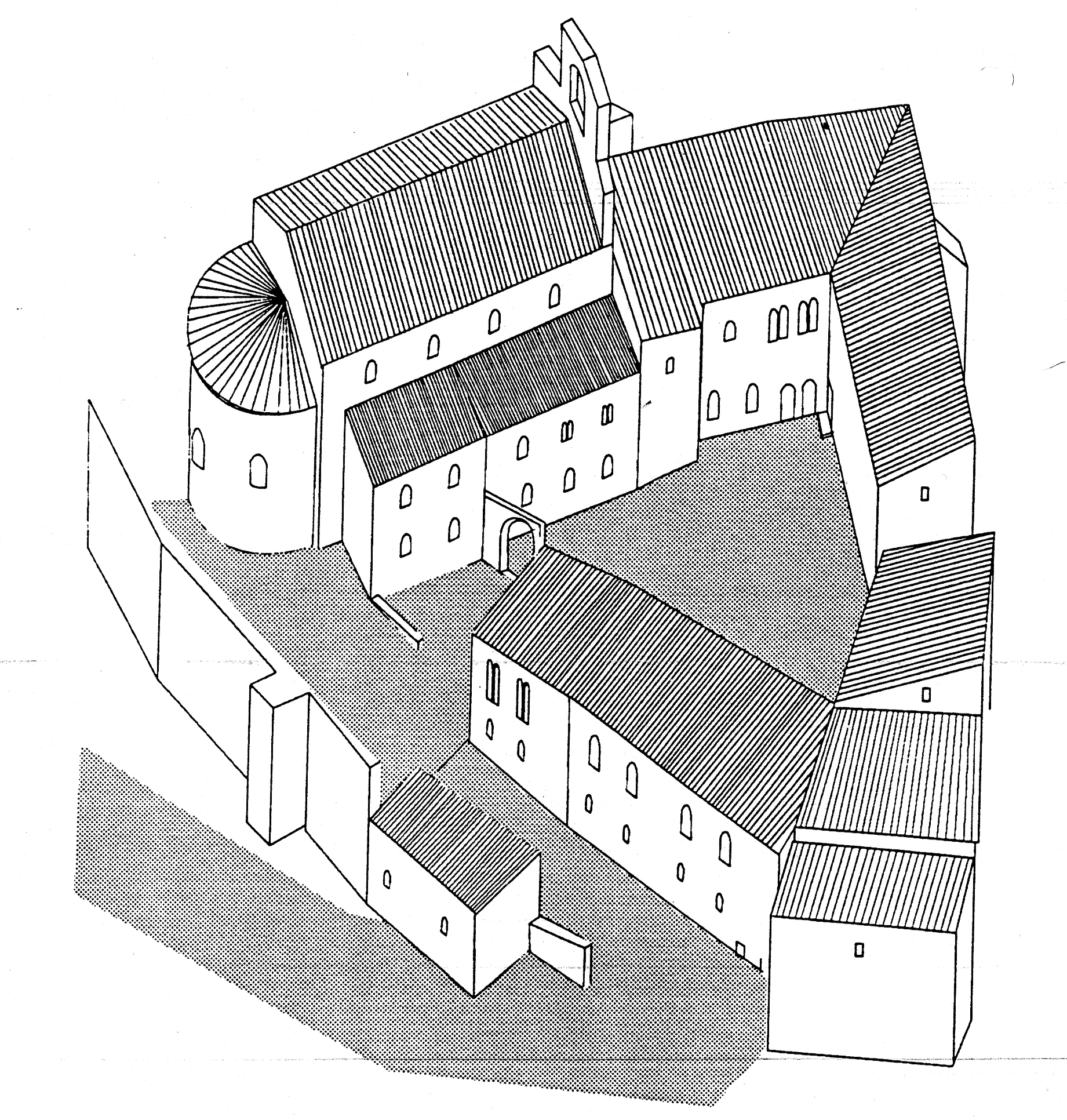
Bajoles (Perpinyà). Restitució a partir dels vestigis de la comanda hospitalera de Bajoles (segons R. Marichal, 1996, memòria inèdita).

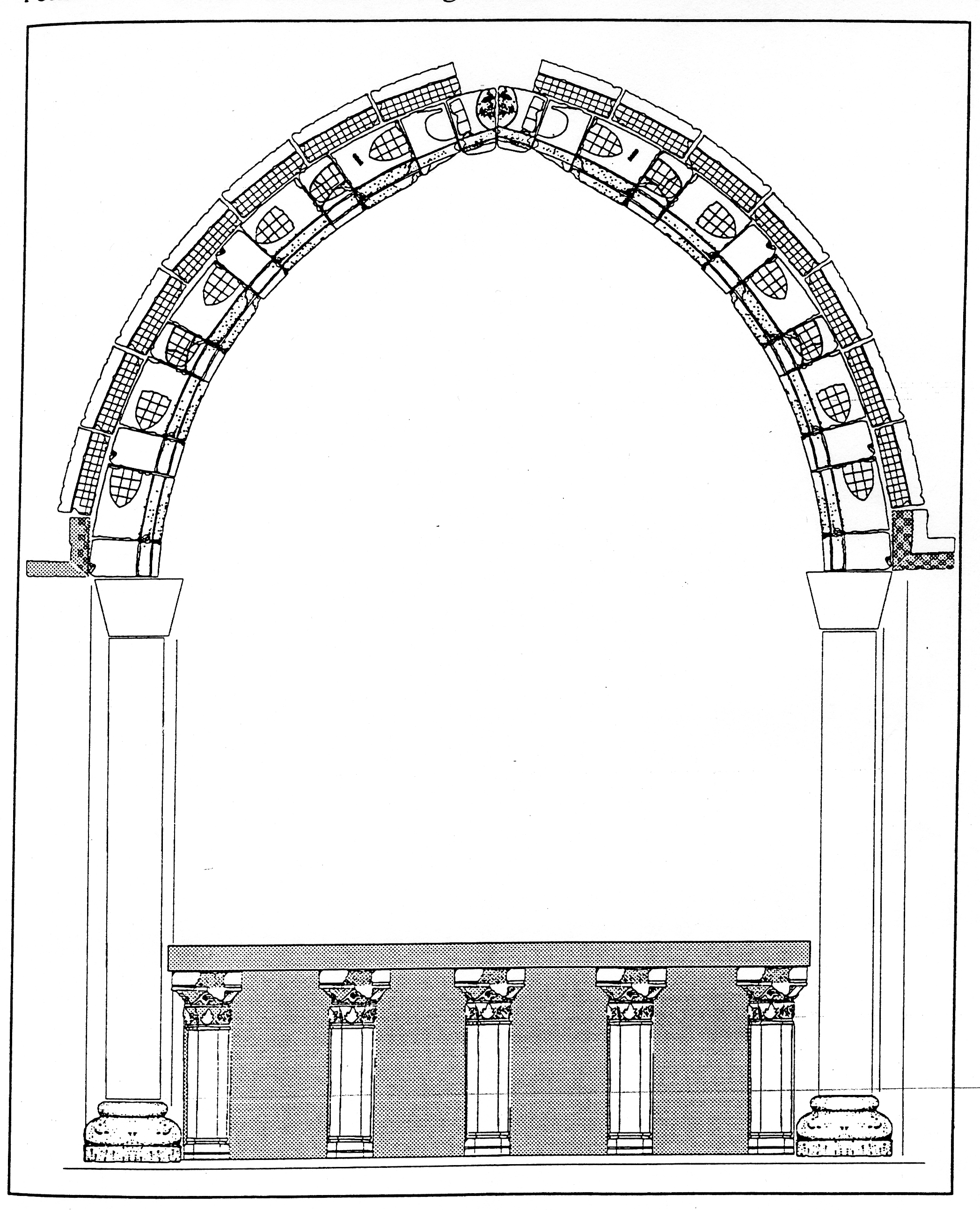
Bajoles (Perpinyà). Restitució teòrica de l'arcosoli i suport del sepulcre probable de Pere de Fenollet, comanador de Bajoles l'any 1280 (segons R. Marichal, 1996, memòria inèdita).

Les excavacions van posar al descobert vestigis de tres cronologies diferents. La primera d'època romana; la segona, de finals del segle xii o d'inicis del xiii, a la qual pertanyia l'església i construccions disperses al voltant del temple; i la tercera, a partir del segle xiv, que corresponia a una ampliació definitiva de la seu de la comanda. L'únic edifici d'aquesta fase identificat pels arqueòlegs és la cuina; la resta devien ser el palau, el refetor, el celler, les cavallerisses… La major part d'aquestes construccions eren de tàpia reforçada amb pilars de maçoneria i paraments de maó lligat amb morter de calç i arena.

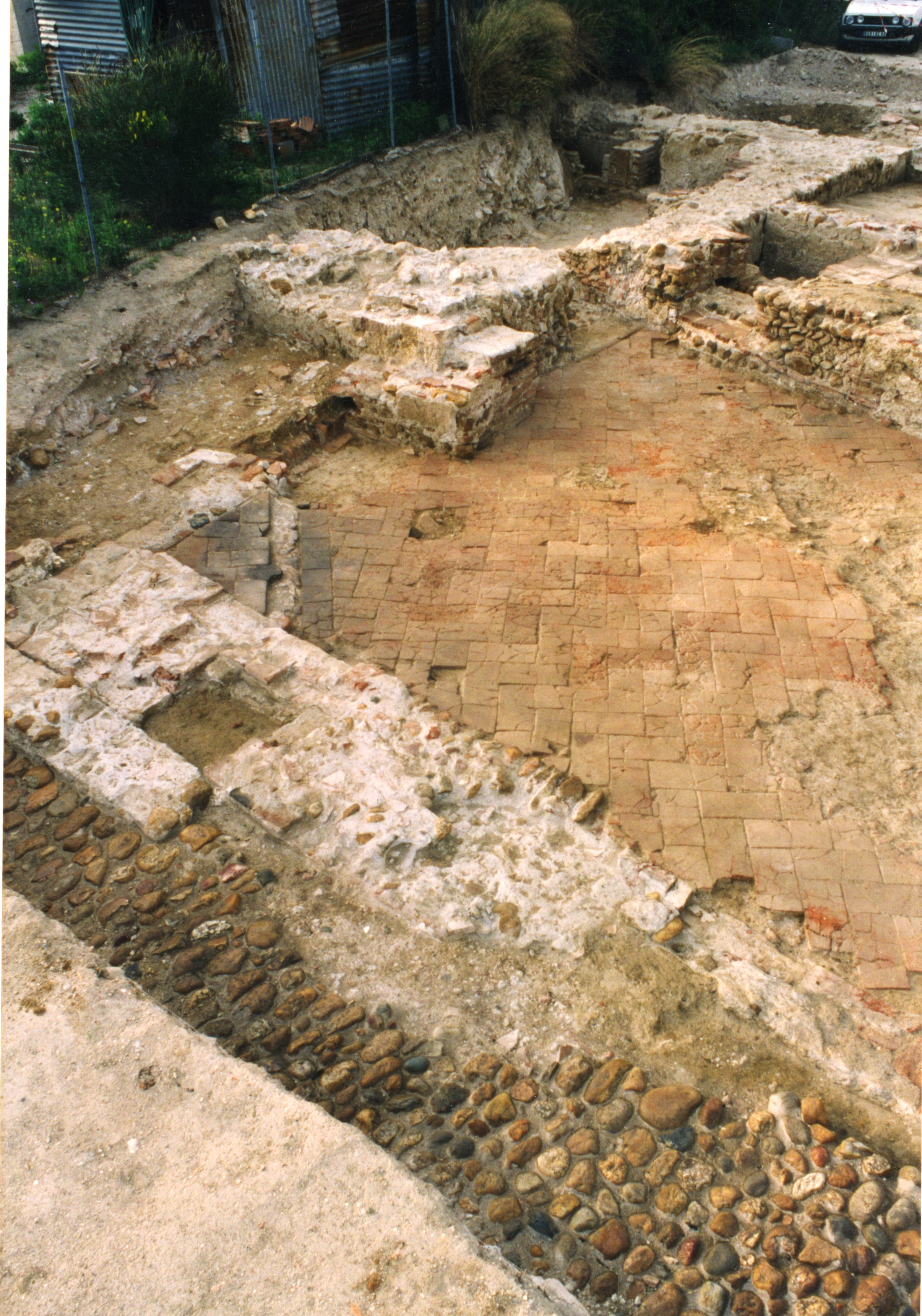
Bajoles (Perpinyà). Mostra dels paviments de la comanda apareguts en l'excavació. (R. Marichal, 1996, memòria inèdita, apèndix gràfic).

A l'extrem oest de la capella (única part excavada del temple) hi foren trobades dues fosses sepulcrals. En una, situada al mur sud, hi descansava un membre de la família Fenollet, probablement el comanador Pere de Fenollet, documentat el 1280, a qui fou dedicat un mausoleu de marbre policromat allotjat en un arcosoli del damunt. Es tractava d'un sarcòfag —desaparegut— assentat sobre cinc columnetes monolítiques triples, que emmarcaven dos parells de columnes i una arquivolta d'arc apuntat, decorada amb heràldica dels Fenollet (camper escacat d'azur i gules). Al cim de l'arquivolta hi havia un medalló circular dins del qual hi havia, pintat, un cavaller amb un gonfanó hospitaler, amb un triangle blanc i una creu vermella.
En altres indrets del jaciment foren trobades dues esteles funeràries de rossellonesos notables: una, de Pere Andreu, castlà de Querbús, mort el 1270, i l'altra, de Guillema de Canet, morta el 1300. També s'hi trobà un anell d'or amb les armes dels Canet, esmaltades i amb una màxima gravada a l'interior que diu: «baldor sens pena no és».
Miret i Sans publicà un inventari, de 1376, que dona una imatge eloqüent d'aquesta casa principal de l'Hospital rossellonès en els anys més pròspers, quan ja es devia haver fet la darrera ampliació. Si bé és una relació exhaustiva dels béns mobles, també s'hi enumeren les diferents dependències de la casa. Es parla de la capella (molt ben dotada de robes i objectes litúrgics, entre els quals destaca una veracreu d'argent daurat «ab molts obratges»), de la casa (on hi havia les cambres del prior i dels capellans), de la cuina, de la cambra del costat, del celler, del forn...
Per contra, la visita del 1661 és especialment dramàtica, car explica que la casa, per causa de la guerra, era del tot enderrocada i ja no hi vivia ningú. A partir d'aleshores, les funcions de l'edifici es traslladaren a una casa que el comanador tenia a Perpinyà. Al terme de Bajoles només restà un mas (l'actual mas Anglada) sota el control directe del comanador.

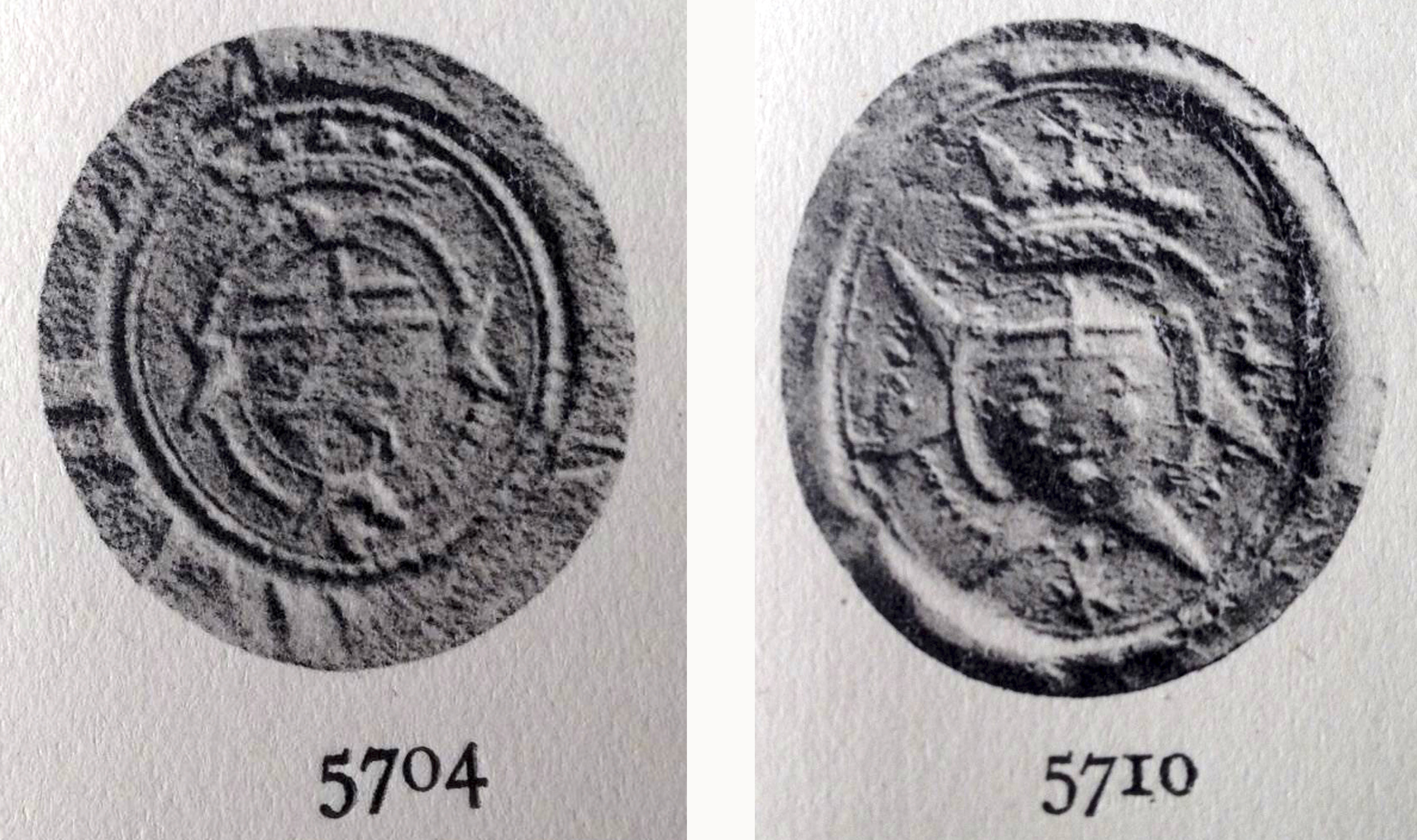
Segells de dos comanadors de Bajoles: núm. 5704, Nicolau Abri-Descallar, any 1758; núm. 5710, Ramon de Copons, any 1776.